# Drassodes masculus
Drassodes masculus är en spindelart som beskrevs av Tucker 1923. Drassodes masculus ingår i släktet Drassodes och familjen plattbuksspindlar. Inga underarter finns listade i Catalogue of Life.